# Угде, Милан
Милан Угде (чеш. Milan Uhde; род. 28 июля 1936[…], Брно[…]) — чешский писатель, сценарист, драматург и политик. Первый председатель Палаты депутатов Парламента Чешской Республики с 1993 по 1996 год. Министр культуры в правительстве Петра Питгарта.
Угде работал в литературном журнале, но издание было запрещено в 1972 году. Он подписал Хартию-77, что ещё больше ухудшило его отношения с властями.
С 1990 по 1992 год Угде работал в парламенте Чехословакии и Чешском национальном совете. Он был назначен председателем в 1992 году. С 1993 по 1996 год был спикером Палаты депутатов Чешской Республики. Вернулся к творческой деятельности в 1998 году. Работает внештатным преподавателем в Академии музыки имени Яначека в Брно и в Литературной академии в Праге.